# Kathryn Morris
Kathryn Susan Morris (Cincinnati, Ohio, 1969. január 28. –) amerikai színésznő.

## Élete és pályafutása
Gyermekként sokszor költözött Amerika városaiban, többek között Texasban is lakott. Két főiskolára járt Philadelphia területén, beleértve a Temple Egyetemet.
Első kisebb szerepe az 1991-es Long Road Home című tévéfilmben volt. A következő néhány évben pár hasonló szerep következett, beleértve az Oscar-díjas Lesz ez még így se! című 1997-es filmet, melyben pszichiátriai pácienst alakított. Az áttörés akkor következett be számára, amikor ugyanebben az elnyerte Annalisa 'Stinger' Lindstrom hadnagy szerepét a Pensacola – A név kötelez című sorozatban. A továbbiakban rendszeresen megjelent filmekben, továbbá 1998-ban és 1999-ben két epizód erejéig feltűnt a Xena: A harcos hercegnő című fantasysorozatban.
Steven Spielberg beválasztotta őt két egymás utáni filmjébe is. Rocksztárt játszott az A. I. – Mesterséges értelem (2001) című filmben, ami miatt ének- és gitárleckéket kellett vennie. 2002-ben a Különvélemény jelentett számára nagy ugrást, amelyben a Tom Cruise által alakított karakter megkínzott feleségét játszotta.
2003-ban elnyerte Lilly Rush szerepét a CBS Döglött akták sorozatában. Egy szenvedélyes, de félénk nyomozót alakít, aki évtizedekkel ezelőtti gyilkossági ügyeket old meg. Ezzel a szereppel, melyet 2010-ig formált meg, világszerte ismert lett. 2004-ben két filmben is szerepelt: Egy gyilkos agya és A felejtés bére.

## Filmográfia

### Film
| Év   | Magyar cím                         | Eredeti cím                              | Szerep                                | Magyar hang       |
| ---- | ---------------------------------- | ---------------------------------------- | ------------------------------------- | ----------------- |
| 1991 | Ice Baby                           | Cool as Ice                              | Jen                                   |                   |
| 1995 | Homokember                         | Sleepstalker                             | Megan                                 | Biró Anikó        |
| 1996 |                                    | Paper Dragons                            | Kate                                  |                   |
| 1996 |                                    | The Prince                               | Emily                                 |                   |
| 1997 | Lesz ez még így se!                | As Good as It Gets                       | pszichiátriai beteg                   |                   |
| 1998 | Az angyalok háborúja 2.            | The Prophecy II                          | aggódó anya                           |                   |
| 1999 |                                    | Deterrence                               | Lizzie Woods                          |                   |
| 2000 | A manipulátor                      | The Contender                            | Paige Willomina                       | Csondor Kata      |
| 2001 | A. I. – Mesterséges értelem        | A.I. Artificial Intelligence             | tinilány                              |                   |
| 2001 | Az utolsó erőd                     | The Last Castle                          | nyomozó (törölt jelenet)              |                   |
| 2002 | A bombaszerep                      | Role of a Lifetime                       | Chelsea Cellini                       |                   |
| 2002 | Különvélemény                      | Minority Report                          | Lara Anderton                         | Farkasinszky Edit |
| 2002 |                                    | Hostage (rövidfilm)                      | Linda Delacroix                       |                   |
| 2003 | A felejtés bére                    | Paycheck                                 | Rita Dunne                            | Braun Rita        |
| 2004 | Egy gyilkos agya                   | Mindhunters                              | Sara Moore                            | Zsigmond Tamara   |
| 2007 | Viszlát, Bajnok!                   | Resurrecting the Champ                   | Joyce Kernan                          | Kiss Virág        |
| 2008 | Merénylet a suligóré ellen         | Assassination of a High School President | Platt nővér                           |                   |
| 2011 | Randiügynökség                     | Cougars, Inc.                            | Alison                                |                   |
| 2011 | Pénzcsináló                        | Moneyball                                | Billy Beane felesége (törölt jelenet) |                   |
| 2012 |                                    | Sunday's Mother (rövidfilm)              | Gillian                               |                   |
| 2013 |                                    | The Coin (rövidfilm)                     | Rachael                               |                   |
| 2015 | Az álompasi                        | The Perfect Guy                          | Karen                                 | Mics Ildikó       |
| 2015 | Csontok és skalpok                 | Bone Tomahawk                            | Lorna Hunt                            | Kökényessy Ági    |
| 2017 |                                    | You Get Me                               | Mrs. Hewitt                           |                   |
| 2019 | Mötley Crüe: Mocskos rock 'n' roll | The Dirt                                 | Deana Richards                        |                   |
| 2023 |                                    | Hayseed                                  | Joyce Metts                           |                   |

### Televízió
| Év        | Magyar cím                  | Eredeti cím                               | Szerep             | Megjegyzések                                     |
| --------- | --------------------------- | ----------------------------------------- | ------------------ | ------------------------------------------------ |
| 1991      | Az összetartás próbája      | Long Road Home                            | Billy Jo Robertson | tévéfilm                                         |
| 1994      |                             | Rise and Walk: The Dennis Byrd Story      | Angela             | tévéfilm                                         |
| 1994      | A kortalan hős              | Oldest Living Confederate Widow Tells All | Zundro (Sandra)    | minisorozat (1 epizód)                           |
| 1994      | A jog hálójában             | Sweet Justice                             | Remy               | 1 epizód                                         |
| 1994      |                             | A Friend to Die For                       | Monica Whitley     | tévéfilm                                         |
| 1995      | Tébolyult jövő              | W.E.I.R.D. World                          | Lucy               | tévéfilm                                         |
| 1995      |                             | Family Values                             | Borgyork Grumm     | tévéfilm                                         |
| 1996      | Gyilkos sorok               | Murder, She Wrote                         | Doreen pincérnő    | 1 epizód                                         |
| 1996      | Tűzoltók                    | L.A. Firefighters                         | Helen Regan        | 3 epizód                                         |
| 1996      | Drága testek                | Silk Stalkings                            | Judith Millay      | 1 epizód                                         |
| 1996      | Viszonyok                   | Relativity                                | Sylvie             | 1 epizód                                         |
| 1996      |                             | Ink                                       | nő                 | 1 epizód                                         |
| 1997      |                             | Poltergeist: The Legacy                   | Laura Davis        | 1 epizód                                         |
| 1997–1998 | Pensacola – A név kötelez   | Pensacola: Wings of Gold                  | Stinger            | - főszereplő - 1. évad (22 epizód)               |
| 1998      | Inferno – Hőhullám          | Inferno                                   | Ryan Ribbet        | - tévéfilm - magyar hangja: - Kisfalvi Krisztina |
| 1998–1999 | Xena: A harcos hercegnő     | Xena: Warrior Princess                    | Najara             | 2 epizód                                         |
| 1999      | A hét mesterlövész          | The Magnificent Seven                     | Charlotte Richmond | 2 epizód                                         |
| 1999      | Majomper                    | Inherit the Wind                          | Rachel Brown       | - tévéfilm - magyar hangja: - Kocsis Judit       |
| 1999      |                             | Screenplay                                | Fanny              | tévéfilm                                         |
| 1999      |                             | Providence                                | Molly              | 1 epizód                                         |
| 2000      | Halálraj                    | Hell Swarm                                | Allie              | - tévéfilm - magyar hangja: - Hámori Eszter      |
| 2000      | Gyilkos sorok: Rideg harcos | Murder, She Wrote: A Story to Die For     | Patricia Williams  | tévéfilm                                         |
| 2001      | Megtartani mindenáron       | And Never Let Her Go                      | Anne Marie Fahey   | tévéfilm                                         |
| 2001      | Mocsok macsók meséi         | The Mind of the Married Man               | Sandy              | 4 epizód                                         |
| 2003–2010 | Döglött akták               | Cold Case                                 | Lilly Rush         | főszereplő (156 epizód)                          |
| 2013      |                             | The Sweeter Side of Life                  | Desiree Harper     | tévéfilm                                         |
| 2016      | Kolónia                     | Colony                                    | Charlotte Burgess  | 3 epizód                                         |
| 2018      |                             | Reverie                                   | Monica Shaw        | 10 epizód                                        |